# Parcelacja Druga (Bogucice Drugie)
Parcelacja Druga – część wsi Bogucice Drugie w Polsce, położona w województwie 
 świętokrzyskim, w powiecie pińczowskim, w gminie Pińczów.
W latach 1975–1998 Parcelacja Druga administracyjnie należała do województwa kieleckiego.